# تشغالو
تشغالو هي قرية في مقاطعة ملكان، إيران. عدد سكان هذه القرية هو 485 في سنة 2006.